# Paranoid (canção)
"Paranoid" é uma canção da banda britânica de heavy metal Black Sabbath, apresentada em seu segundo álbum, Paranoid (1970). Ela foi a primeira canção do álbum com "The Wizard" como o lado-B.
A canção chegou ao número 4 na parada musical UK Singles Chart e no número 61 no Billboard Hot 100. Ela também ficou em  4º lugar na lista "100 Maiores Canções de Hard Rock" do canal VH1.

## Sobre
"Paranoid" foi a primeira canção lançada pela banda Black Sabbath, que chegou seis meses depois do lançamento do álbum de estreia. Geezer Butler, baixista da banda, disse a revista Guitar World em março de 2004:
| “ | Muito do álbum "Paranoid" foi escrito durante o tempo do nosso primeiro álbum, Black Sabbath. Registramos tudo em cerca de 2 ou 3 dias, ao vivo no estúdio. A música "Paranoid" foi escrita como uma reflexão tardia. Nós basicamente precisavamos de um preenchimento de 3 minutos para o álbum, e Tony apareceu com o riff. Eu rapidamente fiz as letras, e Ozzy as estava lendo como ele estava cantando. | ” |

"Paranoid" também foi usado como o nome do álbum, e um pouco inusitado, a palavra nunca é mencionada nas letras. Originalmente, a banda queria chamar o álbum de War Pigs após a música do mesmo nome, mas a gravadora os convenceu a usar "Paranoid" em vez disso porque era menos ofensivo.

## Legado
"Paranoid" foi classificado como o número 34 na lista de compilação "VH1's 40 Greatest Metal Songs". Em março de 2005, a revista Q a classificou como número 11 em sua lista "100 Greatest Guitar Tracks Ever!". A canção também foi classificada no número 250 na lista "500 Greatest Songs of All Time" da Rolling Stone.
A gravação original da banda Black Sabbath tem sido usada em vários filmes e programas de televisão, incluindo Sid and Nancy, Dazed and Confused, The Stoned Age, Um Domingo Qualquer, Quase Famosos, We Are Marshall, Angry Birds: O Filme, Esquadrão Suicida e Kong: Ilha da Caveira.
Na Finlândia, "Paranoid" tem o mesmo status de "Free Bird" de Lynyrd Skynyrd nos Estados Unidos como uma música que o público encontra grande humor para solicitar durante um show. Então, independentemente de uma banda ou o estilo de música em questão, alguém pode gritar "Soittakaa Paranoid!" ("Toca Paranoid!") durante um show.

## Créditos
A seguir, as pessoas que participaram da gravação da música:
- Ozzy Osbourne – vocais
- Tony Iommi – guitarra principal, guitarra rítmica
- Geezer Butler – baixo
- Bill Ward – bateria

## Posições em paradas musicais e outras compilações

### Paradas musicais
| Paradas (1970)                            | Maior posição |
| ----------------------------------------- | ------------- |
| Austrália (Go-Set National Top 60)        | 18            |
| Austrália (Austrian Singles Chart)        | 3             |
| Alemanha (German Singles Chart)           | 1             |
| Irlanda (Irish Singles Chart)             | 12            |
| Itália (Italian Singles Chart)            | 9             |
| Países Baixos (Netherlands Singles Chart) | 2             |
| Noruega (Norwegian Singles Chart)         | 6             |
| África do Sul (Springbok Radio Top 20)    | 3             |
| Suíça (Swiss Singles Chart)               | 2             |
| Estados Unidos (Billboard Hot 100)        | 61            |

### Compilações
| Publicação                 | País           | Categoria                                                              | Ano  | Posição | Ref    |
| -------------------------- | -------------- | ---------------------------------------------------------------------- | ---- | ------- | ------ |
| NME                        | Reino Unido    | "All Time Top 100 Singles"                                             | 1976 | 41      | [ 21 ] |
| Spin                       | Estados Unidos | "100 Greatest Singles of All Time"                                     | 1989 | 81      | [ 22 ] |
| Radio Veronica             | Países Baixos  | "Super All-Time List"                                                  | 1989 | 16      | [ 23 ] |
| Rock and Roll Hall of Fame | Estados Unidos | "The Rock and Roll Hall of Fame's 500 Songs that Shaped Rock and Roll" | 1994 | *       | [ 24 ] |
| Guitarist                  | Reino Unido    | "Top 100 Guitar Solos of All-Time"                                     | 1998 | 84      | [ 25 ] |
| Rolling Stone              | Estados Unidos | "500 Greatest Songs of All Time"                                       | 2004 | 250     | [ 26 ] |
| Q                          | Reino Unido    | "1010 Songs You Must Own!"                                             | 2004 | *       | [ 27 ] |
| Q                          | Reino Unido    | "100 Greatest Guitar Tracks Ever!"                                     | 2005 | 11      | [ 8 ]  |
| Q                          | Reino Unido    | "100 Greatest Songs of All Time"                                       | 2006 | 100     | [ 28 ] |
| VH1                        | Estados Unidos | "40 Greatest Metal Songs"                                              | 2006 | 34      | [ 29 ] |
| VH1                        | Estados Unidos | "100 Greatest Hard Rock Songs"                                         | 2008 | 4       | [ 30 ] |

(*) designa à listas sem ordem.